# Jagannath (Népal)
Jagannath (en népalais : जगन्नाथ) est un comité de développement villageois du Népal situé dans le district de Bajura. Au recensement de 2011, il comptait 3 587 habitants.